# Pietro Bugiani
Pietro Bugiani (Pistoia, 2 luglio 1905 – Pistoia, 12 aprile 1992) è stato un pittore italiano.

## Biografia
Pietro Bugiani nacque a Pistoia il 2 luglio del 1905. Imparò dal padre, insegnante di lettere, di violino e pittore dilettante, i primi rudimenti della pittura, seguendolo nelle passeggiate in campagna che era solito fare col pittore Cesare Gonfiantini, allievo di Giovanni Fattori. Frequentò così la Scuola d’Arte applicata all’ Industria (poi Istituto d’Arte) di Firenze, dove ricevette attenzioni di stima dal Prof. Cavalieri e, successivamente, l’Accademia delle Belle Arti (con Felice Carena) e la Scuola Libera del Nudo. La formazione di Bugiani fu influenzata più dalle amicizie con altri artisti che dal canonico percorso scolastico. Lui stesso scrisse di sé: «Le mie aspirazioni non trovano mai appagamento nelle fredde aule scolastiche, piuttosto un’esperienza autenticamente rivelatrice fu l’amicizia, nata verso il 1920 con Michelucci».  Fu proprio l’architetto Giovanni Michelucci, con il quale Bugiani instauró un’amicizia feconda e duratura, a spingerlo verso lo studio dei Maestri del ‘400. Nel 1924, non ancora ventenne, iniziò ad esporre e la sua arte riscosse un grande consenso, anche tra suoi colleghi più anziani e certamente a quel tempo più noti, quali Achille Lega, Giorgio Morandi e Giovanni Costetti. Molto presente e stimato quindi nel panorama artistico fiorentino tra le due guerre, questo ambiente permise a Bugiani di conoscere personalità di rilievo e di farsi conoscere, recependo in modo inevitabile le influenze culturali che allora animavano la città, destinate a segnare la sua poetica e il suo modus operandi. Anche il servizio militare a Torino (1925-1926) fu un’occasione di arricchimento per l’artista pistoiese: in quella città infatti Bugiani conobbe – grazie all’amico Costetti – Felice Casorati, la cui arte avanguardista ebbe un ruolo determinante nella definizione della pittura del nostro. Nel 1927 soggiornò per un breve periodo a Roma dove eseguì lavori di decorazione con Michelucci.  A partire dal 1929 l’artista pistoiese intensificò la sua attività espositiva: fu invitato alla II Mostra del Novecento Italiano e partecipò a quattro Biennali di Venezia (nel ’40 con una personale), a cinque Quadriennali di Roma e numerose rassegne nazionali e internazionali. Nello stesso periodo conobbe artisti come Ardengo Soffici – con il quale iniziò un’amicizia durata fino alla morte di quest’ultimo negli anni Sessanta – Giorgio de Chirico, Lorenzo Vianie e Carlo Carrà; tutte personalità avanguardiste, che ebbero una grande influenza su di lui. Nello stesso periodo alternò all'attività espositiva lunghi periodi di ritiro durante i quali approfondì lo studio della pittura dell’800 e durante i quali intensificò i rapporti con gli artisti sopra citati. Intorno agli anni ’30 collaborò al “Selvaggio” di Mino Maccari e al “Frontespizio” di Piero Bargellini, divenendo in seguito punto di riferimento per i giovani artisti emergenti che operavano nell'ambiente pistoiese e pratese. Nel 1930 iniziò ad insegnare alla Facoltà di Architettura e all’Accademia di Belle Arti di Firenze. Nel secondo dopoguerra svolse un’intensa attività di restauro (opere antiche) presso la Sovrintendenza alle Gallerie di Firenze. Dai primi anni ’50 continuò la sua attività didattica presso l’Istituto d’Arte di Pistoia e il Liceo Artistico di Firenze, diventando punto di riferimento per i giovani artisti emergenti in ambito locale.
Negli ultimi anni, prima di spegnersi nel 1992,  accentuando le peculiarità proprie di un carattere schivo, amante della solitudine e della meditazione, si ritirò definitivamente nel privato continuando il suo lavoro di ricerca e sperimentazione unito all’approfondimento e alla interiorizzazione ulteriore di quegli autori che gli furono referenti culturali per tutta la vita.

## Esposizioni
- 1924 - Mostra gruppo della “Fucina” - Firenze.
- 1928 - I Mostra Provinciale d’arte - Pistoia.
- 1929 - II Esposizione del Novecento a Milano.
- 1929 - Mostra nazionale del bianco e nero - Milano.
- 1929 - II mostra regionale d’arte toscana - Firenze.
- 1930 - IV Mostra regionale d’arte toscana - Firenze.
- 1930 - Vincitore a pari merito del Pensionato Italiano della pittura.
- 1930 - I Mostra artisti toscani P. Pretorio - Prato.
- 1931 - Mostra di artisti Italiani a Berlino “Porza”.
- 1931 - I Mostra quadriennale d’arte nazionale - Roma.
- 1935 - IV Mostra provinciale d’arte - Montecatini Terme - Pistoia.
- 1935 - II Mostra quadriennale d’arte nazionale - Roma.
- 1936 - XX Biennale d’arte internazionale di Venezia.
- 1938 - VII Mostra d’arte a Montecatini Terme - Pistoia
- 1938 - Biennale di Venezia XXI Esposizione internazionale d’arte.
- 1939 - III Mostra quadriennale d’arte nazionale - Roma.
- 1940 - XXII Biennale di Venezia - esposizione internazionale d’arte - (mostra personale con 15 opere).
- 1940 - Concorso nazionale di pittura Martellono indetto dall’Accademia delle Belle Arti di Firenze.
- 1940 - Mostra premio Bergamo.
- 1941 - Mostra di artisti toscani alla Galleria Grande - Milano.
- 1942 - Biennale di Venezia XXII esposizione internazionale d’arte.
- 1942 - Mostra personale alla Galleria d’arte Il Ponte - Firenze.
- 1943 - IV Mostra quadriennale d’arte nazionale - Roma.
- 1943 - Mostra Personale alla Galleria Ciangottini - Bologna.
- 1947 - V Mostra Nazionale di arti figurative - Roma.
- 1951 - Mostra d’arte figurativa - Pistoia
- 1952 - Partecipazione al IV Premio F. B. Michetti.
- 1952 - Mostra nazionale d’arte Trieste.
- 1952 - Rassegna nazionale del disegno italiano contemporaneo - Firenze.
- 1952 - Mostra. Mezzo secolo d’arte toscana - 1901 - 1950 -Palazzo strozzi - Firenze.
- 1954 - Rassegna Nazionale del disegno italiano contemporaneo - Firenze.
- 1954 - Mostra personale all’Accademia delle arti del disegno - Firenze.
- 1956 - Mostra di gruppo di artisti pistoiesi alla Galleria Alibert - Roma.
- 1956 - Rassegna nazionale del disegno italiano contemporaneo - Firenze
- 1956 - VI Mostra di Pittura contemporanea del premio Valdagno - Milano (premiato per la pittura).
- 1959 - VIII Quadriennale d’arte nazionale - Roma.
- 1959 - Mostra Galleria Vannucci di Pistoia
- 1962 - Mostra personale alla Galleria Vannucci - Pistoia.
- 1964 - IV Rassegna delle arti figurative - Pisa
- 1964 - XV Mostra nazionale premio Il Fiorino.
- 1965 - Premio Nazionale d’arte Ardengo Soffici - Prato.
- 1967 - Mostra arte moderna in Italia - 1915-1935 - Palazzo Strozzi - Firenze.
- 1968 - Mostra di gruppo di artisti pistoiesi alla Galleria del Balì - Pistoia.
- 1968 - Mostra personale alla Galleria della pittura toscana - Livorno.
- 1968 - Mostra personale alla Galleria Palazzo Vecchio - Firenze.
- 1968 - Mostra personale di grafica - Galleria Balì - Pistoia.
- 1975 - Mostra personale di grafica - Saletta Galaverni - Reggio Emilia.
- 1980 - Mostra “La Città e gli artisti - Pistoia fra avanguardia e novecento” - Pistoia.
- 1987 - Mostra del novecento - Galleria d’arte moderna - Firenze.
- 1989 - Mostra Accademia d’arte “D.Scalabrino” – Montecatini Terme – Pistoia
- 1998 - Mostra Sale affrescate del Comune di Pistoia
- 2012 - Mostra Galleria Vannucci di Pistoia
- Mostra da Turelli - Pistoia
- Mostra Valiani - Pistoia
- PIETRO BUGIANI, il colore del tempo: 5 dic. 2015/ 31 gennaio 2016 Palazzo Sozzifanti – Pistoia
- PIETRO BUGIANI, un Maestro del 900 a Pistoia: 22 dicembre/ 7 gennaio 2018 – Sale affrescate del Comune di Pistoia
- 2021 - Disegno in segno – da Otto e Novecento alle nuove acquisizioni, MOntecatini Contemporary Art, dal 5 giugno al 29 agosto - Municipio di Montecatini Terme